# Hermann Kandl
Hermann Kandl (* 17. Dezember 1872 in Wien; † 24. November 1955) war ein österreichischer Goldschmied, Handelskammerfunktionär und Politiker (GDVP).
Hermann Kandls Vater war Goldschmiedgehilfe und gründete 1877 in Wien eine eigene Werkstätte. Hermann Kandl besuchte eine Fachschule für das Goldschmiedegewerbe und arbeitete anschließend für einige Zeit in Prag, Paris und Süddeutschland. Schließlich kehrte er wieder nach Wien zurück und übernahm die Werkstatt seines Vaters, deren alleiniger Besitzer er 1905 wurde. 1910 wurde er von seinen Gewerbegenossen als ihr Vertreter in die niederösterreichische Handels- und Gewerbekammer entsandt und 1911 zum Vorstandstellvertreter der Genossenschaft gewählt. Im Ersten Weltkrieg wurde er 1916 als Einjährig-Freiwilliger einberufen und ging nach Besuch der Offiziersschule an die russische Front. 1919 wurde er zum Vorstand der Genossenschaft der Juweliere, Gold- und Silberschmiede gewählt.
In der Ersten Republik gründete Kandl die Nationaldemokratische Partei, die sich im August 1920 dem Deutschen Volksbund anschloss, aus dem im Oktober 1920 die Großdeutschen Volkspartei (GDVP) hervorging. Kandl verfasste gemeinsam mit Otto Conrad, Felix Frank und August Wotawa das als Salzburger Programm bekannt gewordenen Parteiprogramm der GDVP. Aus Anerkennung für die führende Rolle der Nationaldemokraten bei der Einigung eines Großteils des deutschnationalen Lagers wurde Kandl am Gründungsparteitag zum Parteiobmann der GDVP gewählt. Nach der Wahlniederlage bei der Nationalratswahl 1923 trat Kandl als Parteiobmann zurück. Auf ein Reststimmenmandat, das er bei der Wahl erzielte, verzichtete er zugunsten seines Parteikollegen Leopold Waber. Die Parteileitung beschloss jedoch, den Rücktritt Kandls von der Obmannstelle nicht zur Kenntnis zu nehmen und sprach ihm einmütig das Vertrauen aus. Am 31. Mai 1924 wurde er als Parteiobmann von August Wotatwa abgelöst.
Darauf zog sich Kandl aus der Parteipolitik zurück. Später unterstützte er Johann Schober und war Vorsitzender der Delegation für den österreichisch-deutschen Wirtschaftszusammenschluss. Er sprach sich vehement gegen die Lausanner Anleihe aus und verfasste zahlreiche wirtschaftspolitische Kommentare.
Hermann Kandl starb 1955 im 83. Lebensjahr. Er wurde auf dem Ottakringer Friedhof beigesetzt.

## Belege
1. ↑  50. Geburtstag des Obmannes der Großdeutschen Volkspartei. In: Freie Stimmen. Deutsche Kärntner Landeszeitung, 19. Dezember 1922, S. 1 (online bei ANNO).
2. ↑  Personalnachrichten. In: Wiener Zeitung, 18. Dezember 1932, S. 7 (online bei ANNO).
3. ↑  Robert Kriechbaumer: Die großen Erzählungen der Politik. Politische Kultur und Parteien in Österreich von der Jahrhundertwende bis 1945. Böhlau, Wien/Köln/Weimar 2001, ISBN 3-205-99400-0, S. 440f., 454, 479.
4. ↑  Mandatsverzicht Kandels zugunsten Dr. Wabers. In: Neue Freie Presse, 11. November 1923, S. 8 (online bei ANNO).
5. ↑  Der Großdeutsche Reichsparteitag – Wahl des Parteiobmannes. In: Tages-Post, 3. Juni 1924, S. 2–3 (online bei ANNO).
6. ↑  Hermann Kandl – 60 Jahre. In: Tagblatt mit der Illustrierten Monatsschrift „Bergland“, 18. Dezember 1932, S. 3 (online bei ANNO).
7. ↑  Hermann Kandl in der Verstorbenensuche bei friedhoefewien.at

| Personendaten    | Personendaten                     |
| ---------------- | --------------------------------- |
| NAME             | Kandl, Hermann                    |
| KURZBESCHREIBUNG | österreichischer Politiker (GDVP) |
| GEBURTSDATUM     | 17. Dezember 1872                 |
| GEBURTSORT       | Wien                              |
| STERBEDATUM      | 24. November 1955                 |